# Индивидуалност
Индивидуалността (от лат. individuum – неделимо, индивидуален) е съвкупност от характерни индивидуални особености и свойства, отличаващи индивидите един от друг; неповторимостта на психиката и личността на индивида. Индивидуалността се проявява в чертите на темперамента, характера, в спецификата на интересите, качествата на възприятийните процеси (още перцептивни процеси). Индивидуалността се характеризира не толкова с неповторимите свойства, но и със своеобразието на взаимовръзката между тях. Предпоставка за формиране на човешката индивидуалност са анатомо-физиологичните наклонности, които се преобразуват в процеса на възпитание, имащ обществено обусловен характер, пораждащ големи вариации на проявлението на индивидуалността.